# Tamar (Cornwall)
De Tamar is een rivier in het Engelse graafschap Cornwall, die grotendeels de grens vormt met het oostelijk daarvan gelegen graafschap Devon.

## Beschrijving
De Tamar ontspringt op minder dan 6 km van de noordkust van Cornwall en stroomt daarvandaan naar het zuiden. De rivier, waarop ook de Tavy en de Lynher uitkomen, mondt bij Plymouth uit in de Plymouth Sound en het Kanaal.
Over de Tamar zijn ongeveer twintig bruggen gebouwd, waaronder de Tamar Bridge en de wereldberoemde Royal Albert Bridge.

## Geschiedenis
Tussen 1855 en 1858 speelde een soevereiniteitsgeschil tussen het graafschap Cornwall en de Britse Kroon, waarbij de zeggenschap over de Tamar zijdelings een rol speelde. De uitkomst was dat de ongeveer negen eeuwen eerder door de Engelse koning Athelstan vastgestelde grens tussen Cornwall en Wessex (waarvan Devon indertijd deel uitmaakte) werd bevestigd, waarmee die grens op de oostelijke oever van de Tamar bleef liggen. Dit werd herbevestigd bij de Tamar Bridge Act 1998. De grens tussen Cornwall en Devon wijkt overigens op sommige plaatsen af van de rivier. Het dorp Bridgerule in Devon bijvoorbeeld ligt op de Cornwall-oever van de Tamar.

## Area of Outstanding Natural Beauty
Het zuidelijke stroomgebied van de Tamar, inclusief de Tavy en de Lynher, is sinds 1995 een Area of Outstanding Natural Beauty, die ongeveer 195 km² groot is.

## Trivia
- De rivier Tamar op het Australische eiland Tasmanië is genoemd naar de Tamar in Cornwall.